# An-Najrabijja
An-Najrabijja (arab. النيربية) – miejscowość w Syrii, w muhafazie Aleppo. W 2004 roku liczyła 416 mieszkańców.